# Ataque de Ürümqi em maio de 2014
O ataque de Ürümqi ocorreu na manhã de 22 de maio de 2014, quando dois veículos utilitários esportivos (SUVs) transportando cinco agressores foram levados para um movimentado mercado de rua em Ürümqi, capital da Região Autônoma Uigur de Xinjiang, na China. Cerca de uma dúzia de explosivos foram atirados contra as pessoas pelas janelas dos SUVs, que colidiram com os consumidores nas ruas, depois se chocaram e explodiram. Quarenta e três pessoas foram mortas, incluindo quatro dos agressores; 94 ficaram feridas, tornando este o ataque mais mortífero do conflito de Xinjiang. O evento foi designado como um ataque terrorista.

## Contexto
Em 30 de abril de 2014, dois atentados suicidas mataram três pessoas e feriram 79, deixando um nível de segurança elevado na região e na estação ferroviária onde o ataque ocorreu "como uma fortaleza", com homens armados nas catracas, vários caminhões da polícia na cidade e postos de controle. A região tinha passado por um ano mais volátil antes dos atentados de maio e os uigures estavam preocupados com o afluxo de chineses han para a região e com os controles sobre a sua religião e cultura, que temem estar a ser destruídas.

## Ataque

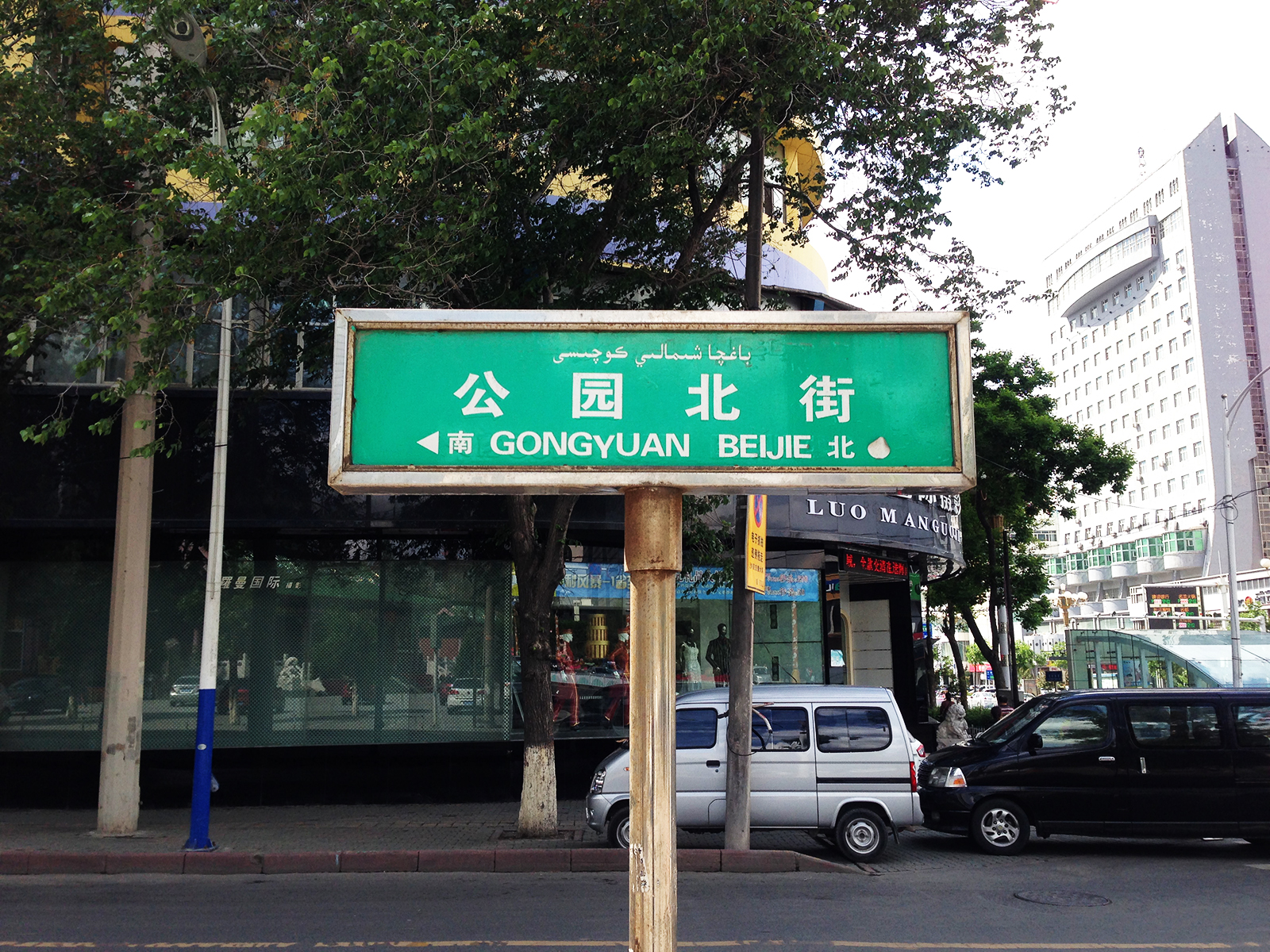
Rua Gongyuan (local do ataque)

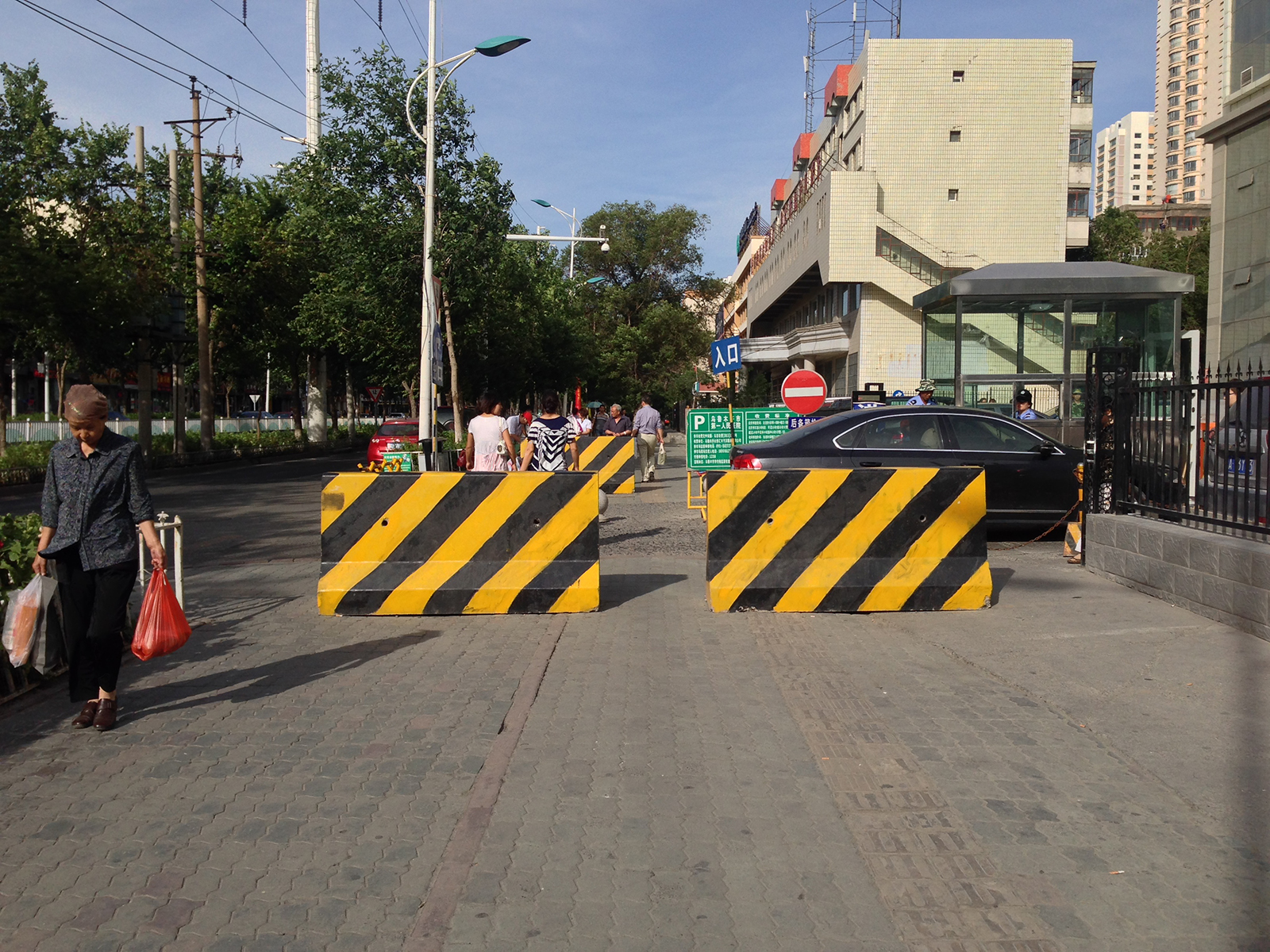
Após as explosões no mercado, Ürümqi entrou em um estado de segurança reforçada, com cada escola, universidade, entrada de área residencial, avenida e cruzamento vital tendo barricadas de concreto instaladas para se defender contra ataques semelhantes de veículos. Esta imagem mostra muitas barricadas de concreto na Henan East Road, Novo Centro, Ürümqi.

O ataque atingiu um mercado matinal na Rua North Gongyuan (Park), ao lado do Parque do Povo, no distrito de Saybagh, no centro de Ürümqi. É um mercado movimentado que atende os moradores do bairro, frequentado principalmente por idosos. Segundo os moradores, a maioria dos clientes do mercado são chineses han, embora muitos vendedores sejam uigures.
Às 7h50 CST (embora a China tenha apenas um fuso horário oficial, Ürümqi tem um fuso horário não oficial duas horas atrás do Horário Padrão Chinês, o que faz com que o horário seja 5h50, horário local), em um momento em que poucas pessoas estavam por perto devido ao início da manhã,  dois SUVs sem placas, mas com bandeiras com escrita uigur, viajando em direção ao sul, foram conduzidos através de barreiras de metal para uma área com pedestres. Os condutores dos SUVs atropelaram as pessoas enquanto cerca de uma dúzia de explosivos foram atirados pelas janelas dos carros. Os veículos colidiram frontalmente, resultando numa grande explosão "com chamas que atingiram a altura de um edifício de um andar". Foi criado um cordão para manter os curiosos afastados, mas foram publicadas no Weibo imagens que mostravam uma grande nuvem de fumaça negra e imagens mostravam corpos caídos no chão e bancas de mercado destruídas. Em dez minutos, os feridos começaram a ser transportados para hospitais. A polícia e mais veículos de emergência chegaram nos 30 minutos seguintes. Em poucas horas, a polícia paramilitar patrulhava a área e os fotógrafos e cinegrafistas foram obrigados a apagar as imagens e a não tirar novas.
Um dia após o ataque, a mídia estatal chinesa informou que ele foi perpetrado por cinco homens-bomba. Quarenta e três pessoas foram mortas, incluindo quatro dos agressores (Nurahmat Ablipiz, Raghimjan Memet, Memtimin Mahmat e Ablet Abdukadir), e 94 ficaram feridas. O quinto suspeito, identificado como Memet Memtimin, foi preso. A maioria das vítimas eram chineses Han, incluindo muitos compradores idosos.

## Resposta
O secretário-geral do Partido Comunista Chinês, Xi Jinping, e o primeiro-ministro Li Keqiang responderam ao incidente prometendo "ações decisivas contra ataques terroristas" e declararam que uma estratégia de "atacar primeiro" seria implementada. Apelaram também aos responsáveis governamentais da região para que fizessem tudo o que estivesse ao seu alcance para garantir que os feridos fossem socorridos, que o crime fosse investigado e que os perpetradores fossem severamente punidos.